# 東都事略
《東都事略》是記載北宋歷史的紀傳體書籍，為南宋宋孝宗時王稱所著。由於北宋建都汴梁（即今開封，又稱東京），所以被命名為《東都事略》。
全書共分一百三十卷。由宋太祖趙匡胤開始，內容含蓋直到宋欽宗趙桓為止：
- 帝紀十二卷：記載各代帝王的大事
- 世家五卷：記敘后妃和宗室
- 列傳一百零五卷：記載六百九十七人事跡
- 附錄八卷：列舉遼、金、夏、西蕃、交阯的情況

王稱根據當時的國史、實錄、野史寫成《東都事略》，昌彼得稱：「宋光宗時眉山程舍人宅刊本，一百三十卷全。按王稱承其家學，紹其父賞之遺志，旁搜北宋九朝之文獻事蹟，撰成此書，敘事約而該，議論亦頗持平，蓋其撰述之時，去汴京之陷未遠，史料齊全，故老尚在，記載多可徵信，李燾撰《續通鑑長編》，於此書多所採輯，故為治北宋史實之重要典籍。」全文敘事簡明扼要，有些內容為《宋史》所無，可補《宋史》不足。